# Hyphydrus lentiginosus
Hyphydrus lentiginosus är en skalbaggsart som beskrevs av Guignot 1935. Hyphydrus lentiginosus ingår i släktet Hyphydrus och familjen dykare. Inga underarter finns listade i Catalogue of Life.